# Northern Illinois University
Northern Illinois University – amerykański uniwersytet publiczny z siedzibą w DeKalb w stanie Illinois, 100 kilometrów na zachód od centrum Chicago, w rolniczej części stanu.
Uczelnia ma także kampusy w Hoffman Estates, Naperville, Rockford i Oregon.

## Masakra
14 lutego 2008 doszło tu do masakry studentów w auli wykładowej, w której 6 osób straciło życie, w tym napastnik (samobójczo), a co najmniej 16 osób odniosło rany. Strzelanina trwała dwie minuty. 27-letni sprawca, Steven Kazmierczak, do 2007 był wyróżniającym się studentem socjologii na Uniwersytecie Północnego Illinois, a w chwili ataku studiował pracę socjalną na Uniwersytecie Illinois w Urbanie i Champaign. Poprzedniego weekendu legalnie zakupił strzelbę z nabojami śrutowymi i trzy pistolety.